# هانس اولاو لاهلوم
هانس اولاو لاهلوم (نروژی: Hans Olav Lahlum) زاده ۱۲ سپتامبر ۱۹۷۳م، برابر با ۲۱ شهریور ۱۳۵۲ خ، یک نویسنده و مورخ نروژی است.
 شهرت وی بیشتر به دلیل نوشتن زندگینامه شخصیتهای برجسته سیاسی و رمانهای جنایی در بافتی سیاسی-تاریخی است.

## پیشینه
هانس اولاو لاهلوم، در سال ۲۰۰۲م، با مدرک کارشناسی ارشد، در رشته‌های تاریخ و فلسفه از دانشگاه اسلو، فارغ‌التحصیل شد. وی عضو
حزب سوسیالیست چپ (نروژ) بوده و در مباحث اجتماعی نروژ، چهره ای شناخته شده‌است. 
هانس اولاو لاهلوم، در سال ۲۰۰۷م، با انتشار زندگینامه اسکار تورپ، شناخته شد. وی همچنین در سالهای بعدی با نوشتن یا مشارکت در نوشتن زندگینامه شخصیتهای برجسته سیاسی نروژی از جمله هوکن لی و ری اولف استین، به عنوان یک مورخ، موقعیت خود را تحکیم کرد. از جرج واشینگتن تا جرج دابلیو. بوش، نام اثری دیگر از هانس اولاو لاهلوم، است که از تسلط وی، به تاریخ سیاسی در خارج از مرزهای نروژ، نشان دارد.
هانس اولاو لاهلوم، در سال ۲۰۱۰م، اولین رمان جنایی خود را به نام «آدم مگس‌ها» منتشر کرد. در این رمان ما با بازرس پلیسی به نام «ک ۲» و دستیار و مشاورش که دختری معلول است و باید از صندلی چرخدار استفاده کند، به نام «:پاتريشيا» آشنا می‌شویم. بعد از موفقیت این رمان، لاهلوم، در سالهای بعدی چندین رمان دیگر در ژانر داستان‌های کارآگاهی و معمایی  منتشر کرد. در همه این رمان‌ها، شخصیت بازرس «ک ۲» و دوست و مشاورش: پاتريشيا، نقش اصلی را دارند. اما در سال ۲۰۱۷م، لاهلوم، با انتشار رمان «پنج نشان» که یک داستان روانشناختی و تاریخی است، به حوادث جنگ جهانی دوم و پی آمدهای آن در روزگار فعلی می‌پردازد و کاملاً از سنت قبلی خود فاصله می‌گیرد. 

هانس اولاو لاهلوم، همچنین به عنوان بازیکن و مفسر شطرنج چهره ای شناخته شده‌است. وی از دهه ۱۹۹۰م، در صحنه ملی و بین‌المللی بازیهای شطرنج حضور داشته و در تربیت شطرنج بازان جوان نروژ، هم به عنوان داور و مربی و هم به عنوان خبرنگار و مفسر مشارکت داشته و از جمله مصاحبه وی با ماگنوس کارلسن نمونه ای از این مشارکت است.